# Pascal Groß
Pascal Groß (phát âm tiếng Đức: [pasˈkaːl ˈɡʁoːs], đôi khi được hiển thị bằng tiếng Anh là Gross, sinh ngày 15 tháng 6 năm 1991) là một cầu thủ bóng đá chuyên nghiệp người Đức hiện đang thi đấu ở vị trí tiền vệ cho câu lạc bộ Bundesliga Borussia Dortmund và đội tuyển bóng đá quốc gia Đức.

## Sự nghiệp câu lạc bộ

### Borussia Dortmund
Vào ngày 1 tháng 8 năm 2024, Groß gia nhập câu lạc bộ Bundesliga Borussia Dortmund và ký hợp đồng đến tháng 6 năm 2026.

## Sự nghiệp quốc tế
Groß đã đại diện cho Đức ở cấp độ trẻ cho các đội tuyển quốc gia U-18, U-19 và U-20.
Vào ngày 31 tháng 8 năm 2023, Groß lần đầu tiên được huấn luyện viên trưởng Hansi Flick triệu tập vào đội tuyển quốc gia Đức cho các trận giao hữu với Nhật Bản và Pháp. Anh ra mắt vào ngày 9 tháng 9 khi vào sân thay người ở phút thứ 64 trong trận thua 4–1 trên sân nhà trước Nhật Bản và tiếp tục có trận ra quân đầu tiên cho Đức trong trận giao hữu thắng 3–1 trước Hoa Kỳ vào ngày 14 tháng 10.
Groß được điền tên vào đội hình Đức tham dự UEFA Euro 2024. Anh ghi bàn thắng quốc tế đầu tiên trong trận giao hữu trước giải đấu với Hy Lạp vào ngày 7 tháng 6.

## Đời tư
Groß sinh ngày 15 tháng 6 năm 1991, có cha là cựu cầu thủ bóng đá Stephan Groß và mẹ là Constanze. Anh lớn lên ở quận Neckarau của Mannheim.

## Thống kê sự nghiệp

### Câu lạc bộ
Tính đến 5 tháng 10 năm 2024
| Câu lạc bộ             | Mùa giải            | Giải vô địch        | Giải vô địch | Giải vô địch | Cúp quốc gia | Cúp quốc gia | Cúp Liên đoàn | Cúp Liên đoàn | Châu lục | Châu lục | Khác | Khác | Tổng cộng | Tổng cộng |
| Câu lạc bộ             | Mùa giải            | Hạng đấu            | Trận         | Bàn          | Trận         | Bàn          | Trận          | Bàn           | Trận     | Bàn      | Trận | Bàn  | Trận      | Bàn       |
| ---------------------- | ------------------- | ------------------- | ------------ | ------------ | ------------ | ------------ | ------------- | ------------- | -------- | -------- | ---- | ---- | --------- | --------- |
| TSG Hoffenheim         | 2008–09             | Bundesliga          | 4            | 0            | 0            | 0            | —             | —             | —        | —        | —    | —    | 4         | 0         |
| TSG Hoffenheim         | 2009–10             | Bundesliga          | 1            | 0            | 1            | 0            | —             | —             | —        | —        | —    | —    | 2         | 0         |
| TSG Hoffenheim         | Tổng cộng           | Tổng cộng           | 5            | 0            | 1            | 0            | —             | —             | —        | —        | —    | —    | 6         | 0         |
| TSG Hoffenheim II      | 2010–11             | Regionalliga Süd    | 17           | 4            | —            | —            | —             | —             | —        | —        | —    | —    | 17        | 4         |
| Karlsruher SC II       | 2010–11             | Regionalliga Süd    | 3            | 0            | —            | —            | —             | —             | —        | —        | —    | —    | 3         | 0         |
| Karlsruher SC II       | 2011–12             | Regionalliga Süd    | 8            | 1            | —            | —            | —             | —             | —        | —        | —    | —    | 8         | 1         |
| Karlsruher SC II       | Tổng cộng           | Tổng cộng           | 11           | 1            | —            | —            | —             | —             | —        | —        | —    | —    | 11        | 1         |
| Karlsruher SC          | 2010–11             | 2. Bundesliga       | 3            | 1            | 0            | 0            | —             | —             | —        | —        | —    | —    | 3         | 1         |
| Karlsruher SC          | 2011–12             | 2. Bundesliga       | 22           | 2            | 1            | 0            | —             | —             | —        | —        | 2    | 1    | 25        | 3         |
| Karlsruher SC          | Tổng cộng           | Tổng cộng           | 25           | 3            | 1            | 0            | —             | —             | —        | —        | 2    | 1    | 28        | 4         |
| FC Ingolstadt          | 2012–13             | 2. Bundesliga       | 30           | 2            | 1            | 0            | —             | —             | —        | —        | —    | —    | 31        | 2         |
| FC Ingolstadt          | 2013–14             | 2. Bundesliga       | 29           | 2            | 2            | 0            | —             | —             | —        | —        | —    | —    | 31        | 2         |
| FC Ingolstadt          | 2014–15             | 2. Bundesliga       | 34           | 7            | 1            | 0            | —             | —             | —        | —        | —    | —    | 35        | 7         |
| FC Ingolstadt          | 2015–16             | Bundesliga          | 32           | 1            | 1            | 0            | —             | —             | —        | —        | —    | —    | 33        | 1         |
| FC Ingolstadt          | 2016–17             | Bundesliga          | 33           | 5            | 2            | 0            | —             | —             | —        | —        | —    | —    | 35        | 5         |
| FC Ingolstadt          | Tổng cộng           | Tổng cộng           | 158          | 17           | 7            | 0            | —             | —             | —        | —        | —    | —    | 165       | 17        |
| FC Ingolstadt II       | 2013–14             | Regionalliga Bayern | 1            | 0            | —            | —            | —             | —             | —        | —        | —    | —    | 1         | 0         |
| Brighton & Hove Albion | 2017–18             | Premier League      | 38           | 7            | 1            | 0            | 0             | 0             | —        | —        | —    | —    | 39        | 7         |
| Brighton & Hove Albion | 2018–19             | Premier League      | 25           | 3            | 1            | 0            | 1             | 0             | —        | —        | —    | —    | 27        | 3         |
| Brighton & Hove Albion | 2019–20             | Premier League      | 29           | 2            | 1            | 0            | 1             | 0             | —        | —        | —    | —    | 31        | 2         |
| Brighton & Hove Albion | 2020–21             | Premier League      | 34           | 3            | 3            | 0            | 3             | 0             | —        | —        | —    | —    | 40        | 3         |
| Brighton & Hove Albion | 2021–22             | Premier League      | 29           | 2            | 2            | 0            | 2             | 0             | —        | —        | —    | —    | 33        | 2         |
| Brighton & Hove Albion | 2022–23             | Premier League      | 37           | 9            | 5            | 1            | 2             | 0             | —        | —        | —    | —    | 44        | 10        |
| Brighton & Hove Albion | 2023–24             | Premier League      | 36           | 4            | 3            | 0            | 0             | 0             | 8        | 1        | —    | —    | 47        | 5         |
| Brighton & Hove Albion | Tổng cộng           | Tổng cộng           | 228          | 30           | 16           | 1            | 9             | 0             | 8        | 1        | —    | —    | 261       | 32        |
| Borussia Dortmund      | 2024–25             | Bundesliga          | 6            | 0            | 1            | 0            | —             | —             | 2        | 0        | 0    | 0    | 9         | 0         |
| Tổng cộng sự nghiệp    | Tổng cộng sự nghiệp | Tổng cộng sự nghiệp | 451          | 55           | 26           | 1            | 9             | 0             | 10       | 1        | 2    | 1    | 498       | 59        |

1. ↑  Bao gồm DFB-Pokal và FA Cup
2. ↑  Bao gồm EFL Cup
3. ↑  Ra sân tại Play-off thăng hạng/xuống hạng Bundesliga
4. ↑  Ra sân tại UEFA Europa League
5. ↑  Ra sân tại UEFA Champions League

### Quốc tế
Tính đến 11 tháng 10 năm 2024
| Đội tuyển quốc gia | Năm       | Trận | Bàn |
| ------------------ | --------- | ---- | --- |
| Đức                | 2023      | 4    | 0   |
| Đức                | 2024      | 7    | 1   |
| Tổng cộng          | Tổng cộng | 11   | 1   |

#### Bàn thắng quốc tế
Tính đến 11 tháng 10 năm 2024
Tỷ số và kết quả liệt kê bàn thắng của Đức được để trước, cột tỷ số cho biết tỷ số sau mỗi bàn thắng của Groß.
| # | Ngày               | Địa điểm                            | Trận | Đối thủ | Bàn thắng | Kết quả | Giải đấu |
| - | ------------------ | ----------------------------------- | ---- | ------- | --------- | ------- | -------- |
| 1 | 7 tháng 6 năm 2024 | Borussia-Park, Mönchengladbach, Đức | 7    | Hy Lạp  | 2–1       | 2–1     | Giao hữu |